# Eritroplasto
Eritroplastos → (Eritro = vermelho). Os Eritoplastos são caracterizados pela presença de licopeno, pigmento carotenóide de cor vermelha. A cor do tomate é devida à abundância de eritoplastos.Esse tipo de célula só é encontrada em plantas.